# Thurø elektriske færge
Thurø elektriske færge var en trolleyfærge, der forbandt den danske by Svendborg på Fyn med øen Thurø.

## Historie
Da Thurø kun ligger få kilometer fra Svendborg, er øen et populært boligområde. Øen er Danmarks næsttættest befolkede ø efter Amager.
Før i tiden blev folk fragtet over Skårupøre Sund (de) i små robåde, mens køer og heste skulle svømme hen over flodmundingen. Dampbåde og senere motorbåde erstattede robåde i slutningen af 1800-tallet og omkring 1900 kunne dyr transporteres i dem.
En færgeforbindelse åbnede i slutningen af 1890'erne. Den blev erhvervet af murermester Jørgen Larsen fra Thurø, der fra 1908 drev færgeoverfarten mellem Nørreodde på Thurø og Bjørnemoseløkken på Fyn med en træpram som kabelfærge, der havde et håndspil, hvorigennem en kæde liggende på havbunden blev ført. .
Korte dæmninger blev bygget ind i Skårupøre Sund fra nord og syd på begge breder for at undgå at skulle krydse hele sundets bredde med færge.
På grund af den stigende trafik blev færgefarten dyr, og derfor overgik færgefarten til elektrisk drift i 1911, hvor håndspillet blev erstattet af en elektrisk motor. På Fyns kyst var der en klokke, som kunne bruges til at ringe til færgen, når den lå i Thurø. Strømforsyningen lignede en sporvogn med køreledning, som var understøttet på hver af de to muldvarpehoveder med en støttemast. Det vides ikke, hvilket strømsystem der blev brugt til at drive færgen.
Larsen byggede også færgehuset (Færgegården) på øen Thurø i 1919, som han boede i, indtil færgen blev nedlagt. Færgehuset og de to molehoveder er der stadig.

## Thurøfærgen
En ny pram blev bygget af Jens Nielsen-værftet i Thurø med byggenummer 6/1908 til færgefarten, den blev drevet af et håndspil indtil 1911 og derefter af en elmotor. Den havde en bæreevne på over 1.700 kg.
Det er ukendt, hvor færgen befinder sig, efter at linjen blev indstillet.

## Udskiftning af færgen
De første planer om en fast forbindelse til erstatning for færgen blev lavet i 1931, da Jørgen Larsen søgte om tilladelse til at bygge en pontonbro mellem de to moler. Pontonbroen skulle have været brugt til dette formål, som der ikke længere var brug for efter opførelsen af Kong Christian den X's Bro, der åbnede i 1930, over Als Sund ved Sønderborg.
I 1934 blev færgeforbindelsen erstattet af en dæmningsforbindelse med bro mod vest. Denne dæmning blev bygget mellem 1933 og 1934, hvor firmaet H. Hoffmann & Sønner benyttede et vogntog fra Thurø. Der blev den cirka 500 m lange dæmning lavet af omkring 15.500 m³ udgravet jord. Dette blev transporteret i tog med fire til ti dumpere trukket af et damplokomotiv. På den fynske side blev dette arbejde udført kun med manuelt arbejde og trillebøre.
Byggeprisen for broen var 130.000 kroner, den blev åbnet den 1. februar 1934.

## weblinks
- http://www.fjordfaehren.de/dk/foto/thuroefaergen.htm
- https://kulturarvsvendborg.files.wordpress.com/2011/02/211_thurc3b8-fc3a6rgested.pdf
- https://www.faergelejet.dk/faerge.php?id=3436&n=1
- http://www.tugboatlars.se/ThuroNS.htm